# Plom d'Ullastret

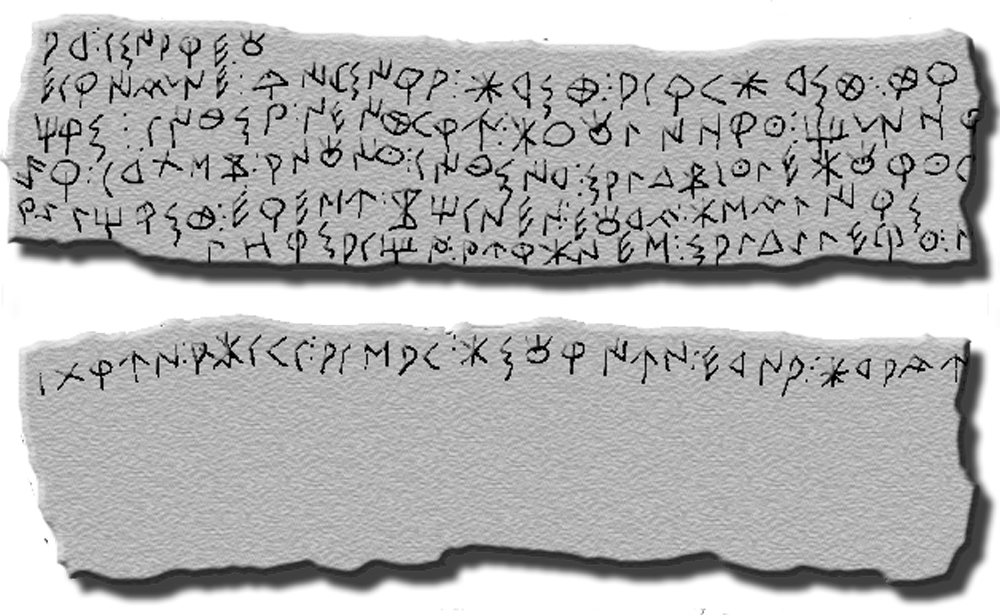
Plom d'Ullastret

El Plom d'Ullastret és una planxa de plom inscrita del segle iv abans de la nostra era, que es va trobar en el jaciment de la ciutat ibèrica d'Ullastret, en l'actual municipi d'Ullastret, al Baix Empordà gironí, a Catalunya, Països Catalans.
La inscripció utilitza l'escriptura ibèrica nord-oriental.

## Descripció
L'objecte, que fou trobat durant unes excavacions arqueològiques del 1967, té una forma rectangular allargada, amb contorns irregulars. Les marques al metall indiquen que la planxa degué estar enrotllada en nou plecs. Conté un text de 173 caràcters gravat sobre totes dues cares, amb escriptura ibèrica nord-oriental, dual, i consta de sis línies de caràcters per una cara, amb un total de 141 signes, i una sola línia per l'altra cara amb 32 signes. El text està dividit amb un mètode visible en altres textos ibers, amb una línia de punts, que permeten identificar 31 paraules.
En el text s'han identificat noms de persones i números, i això ha permés identificar aquest document com, molt possiblement, un tipus de carta comercial.

## Transcripció
Cara interior:

A.1. ar.basiarebea
A.2. ebaricame.tuikesira.borste.abarkeborste.ter
A.3. tirs.baidesbi.neitekeru.borbeliorku.timor
A.4. gir.bartasko.anbeiku.baitesir.saldukobakuleboberkur
A.5. bigiltirste.eresu.kotibanen.eberka.boskalirs
A.6. lors.abatibi.biurbones.saldugilerku.(l, n o m.)
Cara exterior:

A.1. batarun.abobaker.abasakebe.bosberium.erna.borakau